# Церковь Рождества Пресвятой Богородицы (Морозовск)
Церковь Рождества Пресвятой Богородицы —  православный храм в городе Морозовске Ростовской области. Относится к Волгодонской епархии Русской православной церкви.
Адрес храма: Россия, Ростовская область, г. Морозовск, ул. Ляшенко, 96А

## История
В начале XX века население станицы быстро росло. Покровская церковь, находившаяся на станции Морозовская, стала мала. В апреле 1912 года на сборе жителей станицы Таубевской было решено строить новый храм.
На собрании присутствовало 66 членов, было вынесено решение о строительстве православной станичной церкви. Войсковой Земельный совет выделил на строительство 30 000 рублей, выделено 500 десятин земли. Было решено ходатайствовать перед Донским Архиепископом о назначении в станицу Таубевская настоятеля.
В октябре 1912 года Областное Правление войска Донского разрешило строительство, при этом вместе с храмом предполагалось построить причтовый дом с надворными службами и здание церковно-приходской школы. Строился храм по проекту Фомина Константина Ивановича. Строительство завершилось за полтора года. Однако построенный храм покрылся трещинами — фундамент дал осадку. В 1914 году инженер осматривал церковь и решил, что трещины не опасны и нет препятствий для открытия храма. 
25 апреля 1915 года храм был освящен в честь Рождества Пресвятой Богородицы; чин освящения храма по благословению архиепископа Донского и Новочеркасского  Митрофана (Симашкевич) совершил священник Григорий Кравченков. 20 декабря 1915 года был открыт приход с причтом. В приходе состояло около полутора тысяч прихожан.
В середине 1930-х храм был закрыт. Рядом ней был построен военный городок и церковь оказалась на его территории. Так храм простоял до конца 1940-х годов. На нём была разрушена колокольня, разобран четверик над храмовой частью. В конце концов храм обустроили под воинский склад.
В 2001 году началось восстановление храма. В это время храм находился в собственности Министерства обороны Российской Федерации. Была восстановлена колокольня, свод трапезной храма. Установлены новые колокола, которые были изготовлены в г. Воронеже. Главный колокол имеет вес 1250 кг.

## Приделы
- Главный придел храма освящен — в честь Рождества Пресвятой Богородицы;
- Правый придел — в честь Архистратига Михаила;
- Левый придел — в честь свщм. Николая Попова[2].

## Духовенство
Настоятель храма — Трофимов Юрий Николаевич.

## Святыни
В храме находится икона свщм. Николая Попова с частицей мощей.